# S/S Nils Gorthon (1921)
S/S Nils Gorthon var ett svenskt, ångdrivet lastfartyg som torpederades och förliste 1940 under andra världskriget.

## Historik
Nils Gorthon byggdes 1921 vid Howaldtswerke i Kiel och var i fem år i tysk sjöfartstjänst under namnen Hertha och Eifel. År 1926 köptes fartyget av rederi AB Gylfe i Helsingborg för en summa av 21 500 brittiska pund och fick namnet Nils Gorthon. Några betydande haverier hade aldrig fartyget under  svensk flagg.

## Torpederingen
Nils Gorthon var på resa från Sydney till Ridham Dock och befann sig den 13 augusti 1940 25 nautiska mil nord Inistrahull på Irlands nordkust, då fartyget torpederades av den tyska ubåten U-60 under befäl av Korvettenkapitän Adalbert Schnee och gick till botten. Efter torpederingen saknades fyra man. Kaptenen och åtta man räddades och fördes in till Glasgow, där den svårt skadade förste styrmannen, efter operation avled av de skador han hade fått vid torpederingen. Åtta andra män ur besättningen hade räddat sig upp på en av fartygets flottar och blev efter två dygns drivande på Nordatlanten bärgade av Helgafell, en isländsk trålare som var på hemväg från Fleetwood, och blev ilandsatta i Reykjavik. Av de räddade från Nils Gorthon gick sedan kapten E. Kastman ombord som befälhavare på S/S Daphne. Övermaskinist A. Thorén, steward R. Wadström och kocken G.T. Jönsson följde kapten Kastmans exempel. Fyra månader efter Nils Gorthons torpedering, föll också Daphne offer för torpedvapnet där endast en man överlevde, nämligen steward R. Wadström som därmed överlevde två fartygskatastrofer iscensatta av torpeder.